# Eyes Without a Face
Eyes Without a Face (engl. für: Augen ohne Gesicht) ist ein Song des britischen Rockmusikers Billy Idol aus dem Jahr 1984.

## Entstehung und Inhalt
Der Song wurde von Idol und Steve Stevens geschrieben und von Keith Forsey produziert. Es handelt sich in weiten Teilen um einen langsamen Synthiepop-Song mit starken New-Wave-Einflüssen, der jedoch gegen Ende einen rockigen Gitarreneinsatz von Stevens enthält.
Das Stück wurde in den Electric Lady Studios in New York City aufgenommen. Die Drums wurden mit einem LM-1-Drumcomputer erzeugt, die Bass-Teile wurden von Steve Webster gespielt. Der Background-Gesang stammt von Perri Lister.
Das Lied wurde im April 1984 als zweite Single des Albums Rebel Yell veröffentlicht. 
Am 8. Dezember 1984 führte Billy Idol den Song bei Thommys Pop Show extra im ZDF vor einem internationalen Publikum auf.

## Musikvideo
Regie führte hierbei David Mallet, seit den 1980er Jahren einer der produktivsten Regisseure für Musikvideos. Mallet führte auch bei Idols Videos zu Catch My Fall und White Wedding Regie. Der Videoclip zu Eyes Without a Face wurde bei den MTV Video Music Awards für die Kategorien Best Editing und Best Cinematography nominiert.

## Kommerzieller Erfolg

### Chartplatzierungen
In den USA wurde es mit Platz vier Idols erster Top-Ten-Hit in den Billboard Hot 100. In Deutschland erreichte der Song die Top Ten.
| ChartsChartplatzierungen       | Höchstplatzierung | Wochen |
| ------------------------------ | ----------------- | ------ |
| Deutschland (GfK)              | 10 (18 Wo.)       | 18     |
| Schweiz (IFPI)                 | 21 (4 Wo.)        | 4      |
| Vereinigte Staaten (Billboard) | 4 (22 Wo.)        | 22     |
| Vereinigtes Königreich (OCC)   | 18 (13 Wo.)       | 13     |

| ChartsJahrescharts (1984)      | Platzierung |
| ------------------------------ | ----------- |
| Deutschland (GfK)              | 60          |
| Vereinigte Staaten (Billboard) | 37          |

### Auszeichnungen für Musikverkäufe
| Land/Region     | Auszeichnungen für Musikverkäufe (Land/Region, Auszeichnung, Verkäufe) | Verkäufe |
| --------------- | ---------------------------------------------------------------------- | -------- |
| Brasilien (PMB) | Gold                                                                   | 30.000   |
| Italien (FIMI)  | Gold                                                                   | 50.000   |
| Insgesamt       | 2× Gold ·                                                              | 80.000   |

## Coverversionen
- 1996: Phantasmic
- 1998: Scooter
- 2001: Javiera y Los Imposibles
- 2005: Paul Anka
- 2005: The BossHoss
- 2007: Cormega feat. Nicole Wray und Ransom (Time)
- 2012: Mina Agossi
- 2021: Angel Olsen